# Escadron de défense sol-air 10/950 Châteauneuf du Pape
L'Escadron de défense sol-air 10/950 Châteauneuf du Pape était une unité de l'Armée de l'air française basée sur la base aérienne 115 Orange-Caritat.
Sa mission était la défense de la base contre les attaques à basse et très basse altitude. Elle était équipée entre autres, comme ses consœurs créées le 1er janvier 1987, de missiles Crotale.
Initialement 10/950 Montfort, stationné a Contrexéville, base aérienne 902 (Auzinvillier-Bulgneville)[réf. souhaitée]

## Insigne
L'insigne d'unité est homologué le 3 juillet 1997 sur la BA 115 Orange

### Définition héraldique
Écu français moderne taillé d'azur et d'orangé au château donjonné, d'argent, ouvert du champ, maçonné et ajouré de sable, brochant, surmonté d'une comète orangée, le tout adextré de deux canons contournés d'argent mis en bande du flanc et senestré d'une pointe de flèche d'argent mis en barre avec son sillage du même ; le tout accompagné en chef de deux fûts de canon d'or posés en sautoir et accostés de deux ailes affrontées du même

### Définition symbolique
Présents sur de nombreux insignes des groupes d'artillerie anti-aérienne, les canons ailés, dorés, symbolisent l'artillerie sol-air.
Les deux tubes rappellent les canons bitube 20 mm mis en œuvre par l'unité. La couleur bleue et le château sont les éléments des armoiries de la ville de Châteauneuf-du-Pape (nom de tradition choisi par l'unité). La plus haute tour, évoque la surveillance et la veille assurée par la défense sol-air. Enfin, la couleur orange rappelle le nom de la garnison de stationnement de l'unité.